# Артур Харден
Сер Артур Харден (Манчестер, 12. октобар 1865 — Бакингемшир, 17. јун 1940) био је енглески биохемичар . Године 1929. поделио је Нобелову награду за хемију са Ханс Карл Аугуст Симон фон Ојлер-Хелпином за њихова испитивања ферментације шећера и ферментативних ензима .   Био је оснивач Биохемијског друштва и уредник његовог часописа током 25 година.

## Биографија

### Ране године
Артурови родитељи су били шкотски презбитеријански бизнисмен Алберт Харден и Елиза Макалистер. Његово рано образовање било је у приватној школи у Викторија Парку коју је водио др Ернест Адам. Отишао је да студира 1877. године на Тетенхал колеџу у Стафордширу. На Овенс колеџ, садашњи Универзитет у Манчестеру, се уписао 1882. године где је дипломирао 1885. Студирао је хемију код професора Роскоа на Овенс колеџу под утицајем ЈБ Кохена. 

### Истраживање
1886. године Харден је добио Далтонову стипендију за хемију и провео је годину дана радећи са Ото Фишером у Ерлангену, где је радио на синтези β-nitroso-α-naphthylamine и проучавао својства. Након докторирања вратио се у Манчестер као предавач и предавао заједно са сер Филипом Хартогом . Истраживао је живот и рад Далтондура током ових година. 1895. написао је уџбеник из Практичне органске хемије заједно са Гаретом. Харден је наставио да ради у Манчестеру до 1897, када је именован хемичаром новооснованог Британског института за превтивну медицину, који је касније постао Листер институт .
Он је стекао степен доктора наука (Д.Сц.) са Викторија Универзитета (која је обухватала Овенс колеџ) у јуну 1902. године  Пет година касније, 1907. године, постављен је за шефа Биохемијског одељења, а ту функцију је обављао до пензионисања 1930. године мада је научни рад наставио у Институту након пензионисања. 
Харден је у Манчестеру проучавао деловање светлости на смеше угљен-диоксида и хлора, а када је ушао у Институт применио је своје методе на испитивање биолошких феномена као што су хемијско деловање бактерија и алкохолна ферментација. Проучавао је продукте распадања глукозе и хемију ћелија квасца и израдио серију радова о антискорбутичним и антинеуритским витаминима . 
Харден је проглашен витезом 1926. године и добио је неколико почасних доктората. Као члан краљевског друштва,  добио је Давијеву медаљу 1935.

## Лични живот
Харден се оженио Георгином Сиднеј Бриџ (умрла јануара 1928) 1900. године и нису имали деце. 